# Villareggia
Villareggia és un comune (municipi) de la ciutat metropolitana de Torí, a la regió italiana del Piemont, situat a uns 35 quilòmetres al nord-est de Torí. A 1 de gener de 2019 la seva població era de 1.055 habitants.
Villareggia limita amb els següents municipis: Cigliano, Mazzè, Moncrivello, Vische i Kanpo.